# Portscatho
Portscatho – wieś w Anglii, w Kornwalii. Leży 41 km na wschód od miasta Penzance i 372 km na południowy zachód od Londynu.